# Barrage d'Irkoutsk
Le barrage d'Irkoutsk est un barrage sur l'Angara en Russie. La construction du barrage commença en 1950 et se termina en 1956. Long de 2 740 m et haut de 56 m, il est associé à une centrale hydroélectrique d'une capacité de 687,1 MW.